# 旁氏表

一个经典单基因杂交的旁氏表

旁氏表（英語：Punnett square），又称棋盘法，是用于预测特定杂交或育种实验结果的一种图表。这种图表以发明者雷吉纳德·普内特的姓名来命名基因型的概率。旁氏表是杂交中研究的每个基因的母系等位基因和父系等位基因的每一种可能组合的汇总。

## 单基因杂交
在这个例子中，两个生物都有基因型Bb。他们可以产生包含等位基因B或b的配子（依遗传学惯例，大写字母表示显性基因，小写字母表示隐性基因。）。每个后代个体拥有基因型BB、Bb及bb的概率分别为25%、50%及25%。
|      |   | 母系 | 母系 |
| B    | b |      |      |
| ---- | - | ---- | ---- |
| 父系 | B | BB   | Bb   |
| 父系 | b | Bb   | bb   |

需要注意的是旁氏表只能给出基因型的概率，而不是表现型。B和b等位基因之间的互作如何影响后代的表现，取决于基因的产物（蛋白质）之间的互作（参见孟德尔定律）。对于经典的显性/隐性基因，如老鼠的黑毛(B)或白毛(b)，显性基因将掩盖隐性基因。因此这个例子中75%左右的后代将是黑色（BB或Bb），而只有25%左右会是白色（bb）。表现型的比例为3:1，为典型的单基因杂交.

## 双基因杂交
更复杂的杂交方式由两个以上（含兩個）的基因组成。只有基因之间相互独立分配时，才能使用旁氏表。这意味着基因之间没有相互影响。
以下的例子是两个杂合体豌豆的双基因杂交。R代表外形的显性基因（圆粒），而r代表隐性基因（皱粒）。Y代表颜色的显性基因（黄色），而y代表隐性基因（绿色）。如果每个植物的基因型都是Rr Yy，由于形状和颜色基因的等位基因相互独立，分别可能产生以下四种组合类型的配子：RY、Ry、rY及ry。
|    | RY   | Ry   | rY   | ry   |
| -- | ---- | ---- | ---- | ---- |
| RY | RRYY | RRYy | RrYY | RrYy |
| Ry | RRYy | RRyy | RrYy | Rryy |
| rY | RrYY | RrYy | rrYY | rrYy |
| ry | RrYy | Rryy | rrYy | rryy |

由于显性性状会掩盖隐性性状，共有9个组合会产生黄色圆粒的表现型、3个组合为绿色圆粒、3个组合为黄色皱粒及1个组合为绿色皱粒。比例9:3:3:1是典型的双基因杂交。

### 树形方法
另一种解决双基因和多基因杂交的方法是使用树方法。

这个方法在杂合体生物杂交时优势较为明显。

## 不能使用旁氏表的情形
3:1和9:3:3:1的表现型比例是基于等位基因的分离定律和自由组合定律假设的理论预测。如果存在以下情形，会出现偏离期望比例：
- 有疑问的等位基因处于相同的染色体并存在遗传连锁。
- 不同基因型的存活率不同，如某种基因型组合会引起后代出现胚胎死亡。
- 等位基因可能会出现不完全显性或共显性效应。
- 不同基因的等位基因之间存在基因互作（上位效应）。
- 性状只从一个亲本获得遗传材料，如粒線體DNA只会遗传自母亲（参见母性效应）。
- 等位基因为基因銘印。